# Campylocheta ziegleri
Campylocheta ziegleri är en tvåvingeart som beskrevs av Tschorsnig 2002. Campylocheta ziegleri ingår i släktet Campylocheta och familjen parasitflugor.
Artens utbredningsområde är Spanien. Inga underarter finns listade i Catalogue of Life.